# Діамантові ковадла

Diamond Anvil Cell — Cross Section

Діамантові ковадла (англ. Diamond anvil cell, DAC, пол. Komora diamentowa) — пристрій, що дозволяє створити екстремально високі тиски у невеликому об'ємі. Діамантові ковадла являють собою два конусоподібні діаманти, скеровані один до одного «гострішими» кінцями. Простір між діамантами зазвичай оточений металом і заповнений рідиною, що слугує засобом перенесення тиску. До таких рідин належить суміш етанолу й метанолу, олія, гас, або ж — найчастіше — різноманітні зріджені гази: гелій, неон, ксенон, аргон, водень, азот, кисень тощо. До протилежних, ширших кінців діамантів, прикладається тиск. Він передається рідині, яка — у свою чергу (згідно з законом Паскаля) — переносить цей тиск на об'єкти (зазвичай — зразки), що знаходяться всередині діамантової камери.
Такий тиск може сягати мільйонів атмосфер.
Діамантові ковадла застосовуються у фізиці високих тисків для вивчення властивостей матеріалів, що зазнають екстремальних навантажень. Крім того, за допомогою діамантових ковадел можна досягати тисків, які мають місце всередині планет, і|, в такий спосіб, створити матеріали, що там утворюються. Прикладами синтезованих у такий спосіб матеріалів є металічний водень та агреговані діамантові нанотрубки.